# Christine Kotzebue

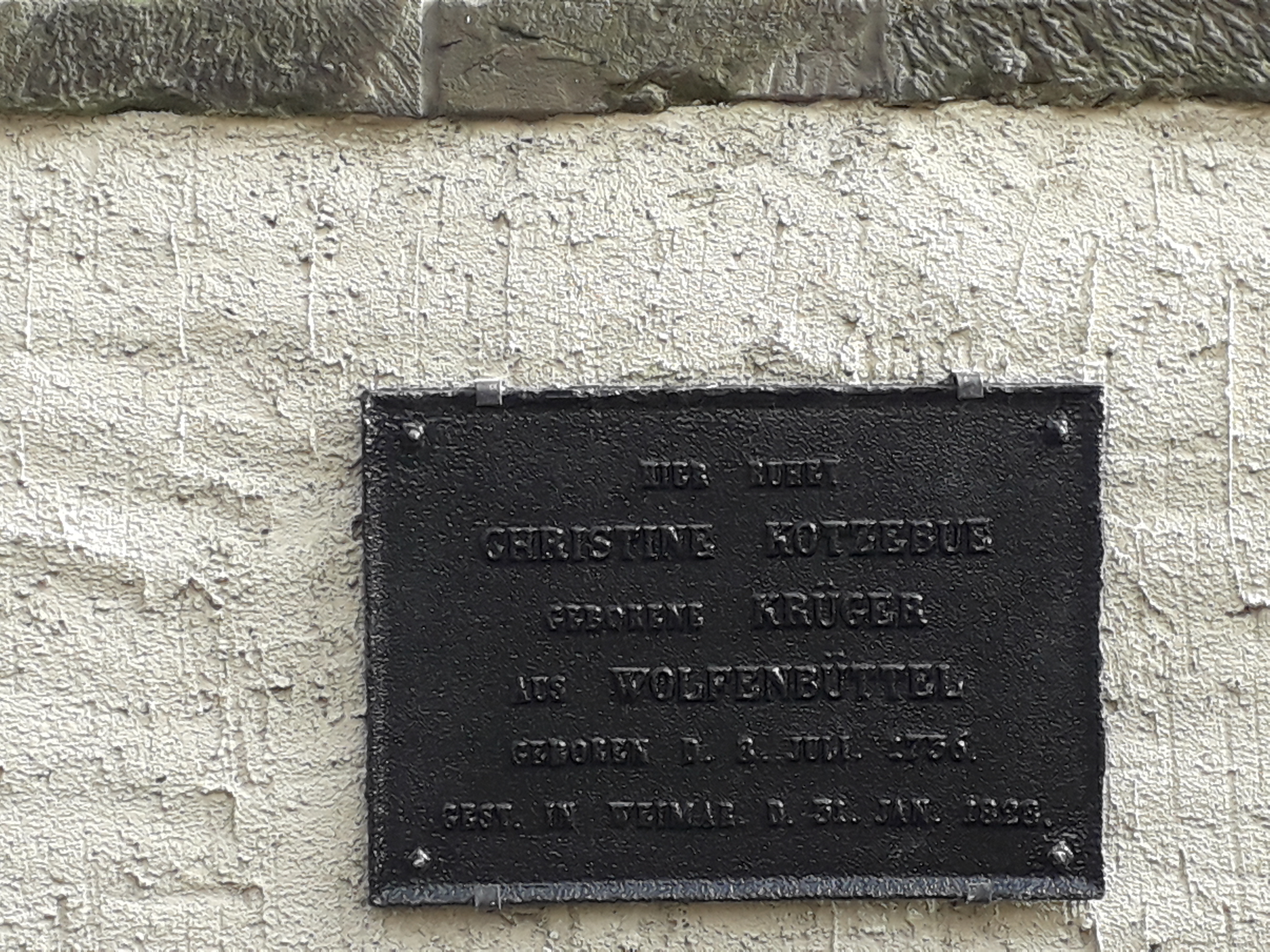
Grabmal von Christine Kotzebue

Anna Christine  Kotzebue geb. Krüger (andere Schreibweise Anna Christiane Kotzebue; * 8. Juli 1736 in Wolfenbüttel; † 31. Januar 1828 in Weimar) war die Mutter von August von Kotzebue.
Sie war die älteste von mindestens drei Töchtern des Handelsherrn und Stadtkämmerers Johann Anton Krüger in Wolfenbüttel (1710–1755) und dessen Ehefrau Anna Elisabeth geb. Eilers (* 1722) und verheiratet mit dem Diplomaten Levin Karl Christian Kotzebue.
Von den ca. 200 Theaterstücken ihres Sohnes hat kaum eines den Verfasser überdauert, welcher zuvor in ganz Europa die Bühnen förmlich beherrscht hatte. Er wurde von dem Burschenschafter Carl Ludwig Sand 1819 in Mannheim wegen seiner angeblich reaktionären, volksverräterischen Haltung ermordet. August von Kotzebue war seit 1817 im Dienste des russischen Zaren als Staatsrat. Er wurde zuvor 1785 geadelt. Ihre Schwester Juliane Krüger war mit dem Schriftsteller Johann Karl August Musäus verheiratet.
Vor ihrem Sohn August hatte sie einen Sohn Carl Ludwig Anton (* 31. Mai 1758 in Wolfenbüttel; † 14. Dezember 1832) und eine Tochter Karoline Amalie (* 1. Oktober 1759, † 15. Januar 1844 in Bremen), die 1778 den Juristen Johann Friedrich Gildemeister (1750–1812) heiratete.
Das Grab von Christine Kotzebue befindet sich auf dem Historischen Friedhof Weimar. Christine Kotzebue war wohl auch am Theater interessiert. Eine Äußerung eines Briefes von Christiane Vulpius an Goethe vom 20. März 1798 legt das nahe.
Enrica von Handel-Mazzetti schrieb 1934 eine Novelle „Christiana Kotzebue“. Die Autorin unterstellte ihr einen Versöhnungsgedanken dergestalt, dass sie nach dem Tod ihres Sohnes nicht glauben könne, dass Sand ein unedler Mensch gewesen sein soll. Es ist gewissermaßen Teil des National-Kultes um Carl Ludwig Sand.
Viel ist zu ihrem Leben nicht zu finden. Durch ihren Sohn und sein Schicksal blieb sie im Gedächtnis haften und fand eben auch Eingang in die deutsche Literatur.